# Carme (måne)
Carme er en af planeten Jupiters måner: Den blev opdaget 30. juli 1938 af Seth Barnes Nicholson, og kendes også under betegnelsen Jupiter XI. Faktisk var det først i 1975 at den Internationale Astronomiske Union formelt besluttede at opkalde den efter Carme fra den græske mytologi. Indtil da blev navnet Pan undertiden  brugt som et "uofficielt navn" — bemærk at Pan nu officielt er knyttet til én af planeten Saturns måner.
Carme udgør sammen med 16 andre Jupiter-måner den såkaldte Carme-gruppe, som har næsten ens omløbsbaner omkring Jupiter. Gruppen har navn efter Carme.